# Cotesia xylina
Cotesia xylina är en stekelart som först beskrevs av Thomas Say 1836.  Cotesia xylina ingår i släktet Cotesia och familjen bracksteklar. Inga underarter finns listade i Catalogue of Life.